# بخش مرکزی شهرستان کهگیلویه
بخش مرکزی شهرستان کهگیلویه یکی از بخش‌های شهرستان کهگیلویه در استان کهگیلویه و بویراحمد ایران است.

## تقسیمات کشوری
- بخش مرکزی شهرستان کهگیلویه 
  - دهستان دهدشت شرقی
  - دهستان دهدشت غربی
  - دهستان دشمن‌زیاری

شهر : دهدشت

## جمعیت
بنابر سرشماری مرکز آمار ایران، جمعیت بخش مرکزی شهرستان کهگیلویه در سال ۱۳۸۵ برابر با ۹۱۵۵۰ نفر بوده است.